# Tour de França de 1948
El Tour de França de 1948 fou la 35a edició del Tour de França i es disputà entre el 30 de juny i el 25 de juliol de 1948, sobre un recorregut de 4.992 km, distribuïts en 21 etapes, que es van disputar a una mitjana de 33,443 km/h. La cursa va ser guanyada per l'italià Gino Bartali, que ja havia guanyat el Tour de França feia 10 anys, el 1938. A banda del triomf final, Bartali aconseguí 7 victòries d'etapa i la classificació de la muntanya. El triomf de Bartali és més destacable perquè abans de començar la muntanya es trobava a gairebé vint minuts del líder. La classificació per equips fou pels belgues.

## Canvis respecte a l'edició anterior
El premi per portar el mallot groc es va introduir en 1948, patrocinat per Les Laines, una empresa llanera francesa. El 1947 els mitjans de comunicació s'havien queixat que masses ciclistes havien finalitzat la carrera, de manera que la carrera perdia un punt d'heroïcitat que havia tingut en les edicions anteriors a la Segona Guerra Mundial. Això va motivar la introducció d'una nova norma, que feia que entre la tercera i la divuitena etapa fos eliminat de cursa el darrer classificat a la general;
Aquesta és una edició molt internacional, ja que es visita Itàlia, Suïssa i Bèlgica. En la divuitena etapa, entre Estrasburg i Metz, es passa per les viles de Saarbrücken i Saarlouis, pertanyents al protectorat de Sarre, sota control francès des de la fi de la Segona Guerra Mundial. El 1953 el Tour tornarà a passar per aquest territori.
En aquesta edició té lloc la primera emissió de televisió en directe d'un final d'etapa del Tour, amb l'arribada al velòdrom del Parc dels Prínceps de la darrera etapa.

### Etapes
| Etapa | Data         | Recorregut                 |                           | km        | Vencedor d'etapa        | Líder de la general   |
| ----- | ------------ | -------------------------- | ------------------------- | --------- | ----------------------- | --------------------- |
| 1a    | 30 de juny   | París - Trouville-sur-Mer  | Etapa plana               | 237       | Gino Bartali (ITA)      | Gino Bartali (ITA)    |
| 2a    | 1 de juliol  | Trouville-sur-Mer - Dinard | Etapa plana               | 259       | Vincenzo Rossello (ITA) | Jan Engels (BEL)      |
| 3a    | 2 de juliol  | Dinard - Nantes            | Etapa plana               | 251       | Guy Lapébie (FRA)       | Louison Bobet (FRA)   |
| 4a    | 3 de juliol  | Nantes - La Rochelle       | Etapa plana               | 166       | Jacques Pras (FRA)      | Roger Lambrecht (BEL) |
| 5a    | 4 de juliol  | La Rochelle - Bordeus      | Etapa plana               | 262       | Raoul Rémy (FRA)        | Roger Lambrecht (BEL) |
| 6a    | 5 de juliol  | Bordeus - Biarritz         | Etapa plana               | 244       | Louison Bobet (FRA)     | Louison Bobet (FRA)   |
| 7a    | 6 de juliol  | Biarritz - Lorda           | Etapa de muntanya         | 219       | Gino Bartali (ITA)      | Louison Bobet (FRA)   |
| 8a    | 8 de juliol  | Lorda - Tolosa             | Etapa de muntanya         | 261       | Gino Bartali (ITA)      | Louison Bobet (FRA)   |
| 9a    | 10 de juliol | Tolosa - Montpeller        | Etapa plana               | 246       | Raymond Impanis (BEL)   | Louison Bobet (FRA)   |
| 10a   | 11 de juliol | Montpeller - Marsella      | Etapa plana               | 248       | Raymond Impanis (BEL)   | Louison Bobet (FRA)   |
| 11a   | 12 de juliol | Marsella - Sanremo         | Etapa plana               | 245       | Gino Sciardis (ITA)     | Louison Bobet (FRA)   |
| 12a   | 13 de juliol | Sanremo - Canes            | Etapa de muntanya         | 170       | Louison Bobet (FRA)     | Louison Bobet (FRA)   |
| 13a   | 15 de juliol | Canes - Briançon           | Etapa de muntanya         | 274       | Gino Bartali (ITA)      | Louison Bobet (FRA)   |
| 14a   | 16 de juliol | Briançon - Aix-les-Bains   | Etapa de mitja muntanya   | 263       | Gino Bartali (ITA)      | Gino Bartali (ITA)    |
| 15a   | 18 de juliol | Aix-les-Bains - Lausana    | Etapa de muntanya         | 256       | Gino Bartali (ITA)      | Gino Bartali (ITA)    |
| 16a   | 19 de juliol | Lausana - Mülhausen        | Etapa de mitja muntanya   | 243       | Edward Van Dyck (BEL)   | Gino Bartali (ITA)    |
| 17a   | 20 de juliol | Mülhausen - Estrasburg     | Contrarellotge individual | 120 (CRI) | Roger Lambrecht (BEL)   | Gino Bartali (ITA)    |
| 18a   | 21 de juliol | Estrasburg - Metz          | Etapa plana               | 195       | Giovanni Corrieri (ITA) | Gino Bartali (ITA)    |
| 19a   | 23 de juliol | Metz - Lieja               | Etapa plana               | 249       | Gino Bartali (ITA)      | Gino Bartali (ITA)    |
| 20a   | 24 de juliol | Lieja - Roubaix            | Etapa plana               | 228       | Bernard Gauthier (FRA)  | Gino Bartali (ITA)    |
| 21a   | 25 de juliol | Roubaix - París            | Etapa plana               | 286       | Giovanni Corrieri (ITA) | Gino Bartali (ITA)    |

### Classificació general
| Classificació General                 | Classificació General | Classificació General | Classificació General |
| ------------------------------------- | --------------------- | --------------------- | --------------------- |
| 1                                     | Gino Bartali          | Itàlia                | 147h10'36"            |
| 2                                     | Briek Schotte         | Bèlgica               | a 26'16"              |
| 3                                     | Guy Lapébie           | França                | a 28'48"              |
| 4                                     | Louison Bobet         | França                | a 32'59"              |
| 5                                     | Jean Kirchen          | Luxemburg             | a 37'53"              |
| 6                                     | Lucien Teisseire      | França                | a 40'17"              |
| 7                                     | Roger Lambrecht       | Bèlgica               | a 49'56"              |
| 8                                     | Fermo Camellini       | Itàlia                | a 51'36"              |
| 9                                     | Louis Thiétard        | França                | a 55'23"              |
| 10                                    | Raymond Impanis       | Bèlgica               | a 1h00'03"            |
| 120 participats, 44 acabaren la cursa |                       |                       |                       |

### Gran Premi de la Muntanya
| 1r | Gino Bartali (ITA)  | 62 pts |
| 2n | Apo Lazaridès (FRA) | 43 pts |
| 3r | Jean Robic (FRA)    | 38 pts |

### Classificació per equips
| 1r | Bèlgica | 443h 58' 20" |
| 2n | França  | a 28' 40"    |
| 3r | París   | a 56' 49"    |